# 순의황귀비
순의황귀비 (純懿皇貴妃, 1689년 12월 14일 ~ 1785년 1월 27일) 경씨는, 원래 양백기 포의관령하인이었으나, 옹정 원년 2월 13일 양황기 포의기고좌령하인이 되었다. 관령 경덕금 (또는 총경덕인)의 딸이자, 옹정제의 황귀비이다.

## 생애
강희 28년 11월 3일 (1689년 12월 14일)에 태어났다. 강희 42년 (1703년), 경씨는 옹왕부에 격격으로 들어갔는데 그때 14살이었다. 강희 51년 (1712년) 11월 27일, 경씨는 황5자 화공친왕 홍주를 낳았다.
옹정 원년 (1723년) 2월 14일, 유(裕)빈으로 봉해지고, 그해 12월 22일 책봉례를 했다. 이부좌시랑 바타이를 정사로, 예부좌시랑 왕경은 부사를 맡았다. 지절책에는 유빈으로 봉한다고 써있었다. 책문에는 다음과 같이 쓰여있다. 「朕惟化理肇自閨闈。令儀是式。功容凜夫圖史。禮秩攸崇。爰賁徽章。用昭彞典。咨爾格格耿氏、克葉柔嘉。早推淑慎。允合珩璜之度。宜膺象服之榮。曾仰承仁壽皇太后慈諭冊封爾為裕嬪。爾其聿修懿行。迓景福於方來。式佩綸言。荷洪禧於勿替。欽哉」
옹정 8년 (1730년), 궁중분부에 따르면 유비로 진봉되었다.
그러나, 유황귀비가 사망한 후, '유황귀비 금책 금보'는 관례대로 보관하고 있는 것 외에 '유귀비 금책 금보'와 '유빈 금책'만 특별히 광저사에 제출해 녹은 것은 옹정 8년 (1739년), 유비를 진봉한 금책, 금인 등이 모두 주조되지 않았다는 방증이다. 옹정 11년 (1733년) 정월, 옹정제는 아들 홍주를 화친왕으로 봉했다. 옹정 13년 (1735년), 옹정제는 과친왕 윤례, 황4자 홍력, 황5남 홍주와 대학사 악이태, 장정옥에게 명하여 묘강 사업을 수행하였다.
건륭 원년 4월 8일 부처님 오신 날, 건륭제가 소선을 드리고, 승건궁에 잠시 머물렀던 황태후와 종수궁 귀비 등 옹정제의 비빈들도 육식을 멈췄다. 건륭 2년 (1736년) 9월 7일, 유비를 황고유귀태비로 정식 책봉했다. 정식 책봉 전, 궁중에서는 경씨를 귀비라고 가칭하였다.
건륭 43년 (1778년) 2월, 황태후 숭경황태후 뉴호록씨 1주기 대제가 끝나자, 건륭제는 유귀비에게 90살 생신 즈음인 19일, 황귀비로 봉했다. 이치대로라면 황태후의 장례는 27개월이 걸리지만, 건륭제는 유황귀비의 90번째 생신을 중시해 이례적으로 사흘을 대경했다. 또 건륭제는 직접 현판련과 어제시(御製詩)를 써서 경씨의 생신을 축하했고, 이날도 군신을 거느리고 유황귀비에게 절을 하는 등 사흘간 연회를 베풀었다. 그해 10월 28일 황고유황귀태비로 정식 책봉되었다.
건륭 49년 (1784년) 2월 17일, 유황귀비는 이미 병으로 몸이 많이 쇠약해진 상태였다. 경성에 없는 건륭제는 이를 알고 궁중예제에 따라 미리 장례 준비를 하고, 편지를 황6자 영용, 황8자 영선, 내무부 대신에게 보내 임시 급락을 피했다. 같은 해 12월 17일 (서력 1785년), 95세의 나이로 황귀비가 병사하였다. 시신은 서각문에서 영안우문 북쪽 옆문으로 나오고, 신무문을 통해 나와, 길안소 안으로 들어가 잠시 안치되었다.
유황귀비가 죽은 다음날, 건륭제는 유황귀비의 금관 앞에 직접 가서 술을 올리고, 12얼 20일 금관은 경북의 조팔리둔장으로 봉한했다. 건륭 50년 2월, 시호는 순의황귀비로 정하며, 4월 9일 순의황귀비의 금관이 태릉비원침에 모셔졌고, 4월 16일 지궁에 묻혔다. 순의황귀비의 지궁은 원침 중에서 가장 귀한 자리이다.
『청고종실록』과 『청황실사보』에는 경씨의 시호가 순의황귀비(纯懿皇贵妃)라고 기록되어있다. 그러나, 『청사고』에는 경씨가 순각황귀비(純愨皇貴妃)라 잘못 기록되어있다. (역자 : 한자가 비슷하다보니 잘못 기록한 것 같음.)

## 경수시 (慶壽詩)
- 《恭祝妃母五十大慶》：

黃鐘初應律，壽域倚天開。 百年今始半，五福已兼該。 更喜皇恩重，頻從紫禁來。 蘭肴陳玉案，掛醑酌霞杯。 皆下霓裳奏，筵前舞袖回。 祥光連閬苑，瑞氣接蓬萊。 歲歲欣稱慶，瞻依入帝台。

## 순의황귀비가 나온 영상매체
| 년도 | 제목     | 배우   | 극중 이름 | 극중 호칭 |
| ---- | -------- | ------ | --------- | --------- |
| 2012 | 궁쇄주렴 | 장가예 | 경가 옥수 | 옥귀인    |
| 2018 | 연희공략 | 백산   | 경씨      | 유태비    |

## 같이 보기
- 입팔분공